# Carl af Kullberg
Carl August Benjamin af Kullberg, född 29 maj 1876 i Stockholm, död 10 augusti 1936 i Stettin, var en svensk konsul.
af Kullberg var son till Herman af Kullberg och Jenny Hichens. Han blev vicekonsul i Stettin 1906, tilldelades utmärkelserna riddare av Vasaorden 1911 och riddare av Johanniterorden 1928, blev konsul 1923.
af Kullberg var gift två gånger. Hans första maka var Hedvig Sasse och hans andra var Augusta Buscher.
af Kullberg avled vid en ålder av 60 år i Stettin. Han är begravd på Norra begravningsplatsen utanför Stockholm.